# Rakovski katekizem
Rakovski katekizem (poljsko Katechizm Rakowski) je doktrinarna knjiga antitrinitarcev, napisana v poljščini in izdana na Poljskem leta 1605. Njen naziv izhaja iz imena mesta Raków v okrožju Kielce, Poljska, kjer je Jakub Sienieński leta 1602 ustanovil Rakovsko akademijo in tiskarno poljskih bratov.

## Avtorji
Poljski bratje ali Mala cerkev  (Ecclesia Minor) so bili antitrinitarna manjšina reformirane cerkve na Poljskem, ki se je leta 1565 ločila od kalvinistične večine ali Velike cerkve (Ecclesia Major).
Pri pripravi Katekizma je sodelovalo več avtorjev: Valentinus Smalcius, Hieronim Moskorzowski, Johannes Völkel in drugi. Del besedila je verjetno pripravil italijanski izgnanec Fausto Sozzini, ki se je leta 1579 naselil med poljske brate, ne da bi se jim kdaj formalno pridružil, in umrl leto pred objavo Katekizma. Sozzini je kljub pomanjkanju uradnega statusa v Cerkvi vplival na to, da je poljsko cerkev usmeril v kristologijo, zelo podobno tisti, ki se jo je kot mladenič naučil od svojega strica Lelia Sozzinija v izgnanstvu v Švici.
Rakovski katekizem je bil po objavi leta 1605 preveden v več drugih jezikov. V nemščino ga je prevedel nemški teolog Valentin Schmalz (Smalcius).
Mala cerkev je na Poljskem preživela do leta 1658, ko jo je poljski Sejm (parlament) v rimskokatoliški protireformaciji prepovedal. Ti netrinitarci in njihov Katekizem so pozneje postali znani kot socinijanci zaradi pomena, ki so ga spisi Fausta Sozzinija po njegovi smrti dobili v nizu knjig Bibliotheca Fratrum Polonorum, objavljeni v Amsterdamu leta 1665 in široko razširjeni v Angliji in drugod.
Avgusta 1650 je John Milton izdal licenco za Rakovski katekizem Williamu Dugardu. 2. aprila 1652 je angleški parlament izglasoval zaseg in sežig vseh izvodov Katekizma, ki so krožili po kraljestvu.
Revidirana latinska izdaja Rakovskega katekizma je bila objavljena leta 1680 v Amsterdamu. Pripravila sta jo Sozzinijev vnuk Andrzej Wiszowaty starejši in pravnuk Benedykt Wiszowaty. Njun Katekizem je bil osnova angleškega prevoda Thomasa Reesa iz leta 1818.

## Vsebina (1818)
- Uvod
- Prvi del – O Svetem pismu

1. poglavje: O verodostojnosti Svetega pisma
2. poglavje: O zadostnosti Svetega pisma
3. poglavje: O preglednosti Svetega pisma
- Drugi del – O poteh zveličanja

1. poglavje: O razlogih za razodetje poti zveličanja
2. poglavje: O stvareh, ki tvorijo pot zveličanja
- Tretji del – O spoznanju Boga

1. poglavje: O naravi Boga
2. poglavje: O Božji volji
- Četrti del – O spoznanju Kristusa

1. poglavje: O Kristusovi osebi
- Peti del – O Kristusovi vlogi preroka

1. poglavje: O Kristusovih zapovedih, ki jih je dodal postavi
2. poglavje: O Kristusovih zapovedih, ki jih je dodal sam
3. poglavje: O krstu z vodo
4. poglavje: O lomljenju svetega kruha
5. poglavje: O obljubi večnega življenja
6. poglavje: O obljubi Svetega duha
7. poglavje: O potrditvi Božje volje
8. poglavje: O Kristusovi smrti
9. poglavje: O veri
10. poglavje: O svobodni volji
11. poglavje: O utemeljitvi
- Šesti del  - O Kristusovem položaju duhovnika
- Sedmi del - O Kristusovem položaju kralja
- Osmo poglavje – O Kristusovi cerkvi

1. poglavje: O vidni Cerkvi
2. poglavje: O vladanju Kristusove cerkve
3. poglavje: O disciplini v Kristusovi cerkvi
4. poglavje: O nevidni Cerkvi